# 13e cérémonie des Magritte du cinéma
La 13e cérémonie des Magritte du cinéma, organisée par l'Académie André Delvaux, se déroule le 9 mars 2024. La cérémonie se tient pour la deuxième fois au Théâtre national Wallonie-Bruxelles. Elle est présentée par Patrick Ridremont et présidée par Bouli Lanners. Elle récompense les films sortis en Belgique en 2023.
Le film Dalva d'Emmanuelle Nicot remporte sept récompenses majeures dont celles du meilleur film, du meilleur réalisateur et du meilleur scénario original ou adaptation,.

## Présentateurs et intervenants
Par ordre d'apparition.
- Patrick Ridremont, maître de cérémonie
- Bouli Lanners, président de la cérémonie

- Héléna Noguerra, pour la remise du Magritte du meilleur espoir féminin et du Magritte du meilleur espoir masculin
- Lukas Dhont, pour la remise du Magritte du meilleur film flamand
- Babetida Sadjo, pour la remise du Magritte de la meilleure actrice dans un second rôle
- Félix Moati, pour la remise du Magritte du meilleur acteur dans un second rôle
- Charlie Herscovici (président de la Fondation Magritte), Marie Gillain et Wim Wenders[6], pour la remise du Magritte d'honneur
- Alice Sonmereyn, dans une capsule vidéo « Documentaire / Fiction »[7] et pour la remise du Magritte du meilleur court-métrage documentaire
- Paloma Sermon-Daï, pour la remise du Magritte du meilleur long-métrage documentaire
- Lucky Love, pour l'interprétation de la chanson « J'veux d'la tendresse » lors d'un hommage aux disparus du cinéma belge
- Charlie Dupont, pour la remise du Magritte du meilleur scénario original ou adaptation
- Rémi Bezançon, pour la remise du Magritte de la meilleure réalisation
- Charline Vanhoenacker, pour la remise du Magritte du meilleur film étranger en coproduction
- Julie Ferrier, pour la remise du Magritte de la meilleure actrice
- Astrid Whettnall, pour la remise du Magritte du meilleur acteur
- Karim Leklou, pour la remise du Magritte du meilleur premier film
- Patrick Ridremont, dans une capsule vidéo « Affaire conclue »[8]
- Josy & the Pony, pour l'interprétation de la chanson « Barbie Girl »
- Olivier Bisback (cascadeur)[9], pour la remise du Magritte des meilleurs décors
- Lionel Lê (maquilleur)[9], pour la remise du Magritte des meilleurs costumes
- Gustave Kervern et Benoît Delépine, pour la remise du Magritte de la meilleure musique originale
- Patrick Ridremont, pour la remise du Magritte du meilleur son
- André Pasquasy (figurant)[9], pour la remise du Magritte du meilleur montage
- Aurore Benoît (régisseuse)[9], pour la remise du Magritte de la meilleure image
- Laura Sépul, Félicien Chardome, et Kody dans une capsule vidéo « Un film sans professionnel » sur les métiers du cinéma
- Patrick Ridremont, pour la remise du Magritte du meilleur court-métrage d'animation et du Magritte du meilleur court métrage de fiction
- Bouli Lanners, pour la remise du Magritte du meilleur film

Par ailleurs, la voix-off de la cérémonie est celle de Cathy Immelen.

## Palmarès

### Meilleur film
- Dalva d'Emmanuelle Nicot
  - Augure de Baloji
  - Le Paradis de Zeno Graton
  - Le syndrome des amours passées de Ann Sirot et Raphaël Balboni
  - Temps mort de Eve Duchemin

### Meilleur premier film
- Dalva d'Emmanuelle Nicot
  - Augure de Baloji
  - Le Paradis de Zeno Graton
  - Temps mort de Eve Duchemin

### Meilleure réalisation
- Emmanuelle Nicot pour Dalva
  - Baloji pour Augure
  - Zeno Graton pour Le Paradis
  - Ann Sirot et Raphaël Balboni pour Le syndrome des amours passées

### Meilleur film flamand
- Débâcle (Het smelt) de Veerle Baetens
  - Holly de Fien Troch
  - Luka de Jessica Woodworth
  - Wil de Tim Mielants

### Meilleur film étranger en coproduction
- Vincent doit mourir de Stéphan Castang
  - Le Bleu du caftan de Maryam Touzani
  - Interdit aux chiens et aux Italiens de Alain Ughetto
  - Retour à Séoul de Davy Chou

### Meilleur scénario original ou adaptation
- Emmanuelle Nicot pour Dalva
  - Baloji pour Augure
  - Zeno Graton pour Le Paradis
  - Ann Sirot et Raphaël Balboni pour Le syndrome des amours passées

### Meilleure actrice
- Lubna Azabal pour son rôle dans Le Bleu du caftan
  - Lucie Debay pour son rôle dans Le syndrome des amours passées
  - Yolande Moreau pour son rôle dans La Fiancée du poète
  - Mara Taquin pour son rôle dans La Petite

### Meilleur acteur
- Arieh Worthalter pour son rôle dans Le Procès Goldman
  - Bouli Lanners pour son rôle dans Un coup de maître
  - Jérémie Renier pour son rôle dans Ailleurs si j'y suis
  - Marc Zinga pour son rôle dans Augure

### Meilleure actrice dans un second rôle
- Sandrine Blancke pour son rôle dans Dalva
- Yves-Marina Gnahoua pour son rôle dans  Augure
  - Myriem Akheddiou pour son rôle dans 16 Ans
  - Lucie Debay pour son rôle dans Augure

### Meilleur acteur dans un second rôle
- Arieh Worthalter pour son rôle dans Rien à perdre
  - Philippe Résimont pour son rôle dans L'Employée du mois
  - Jean-Benoît Ugeux pour son rôle dans Last Dance
  - Peter Van Den Begin pour son rôle dans L'Employée du mois

### Meilleur espoir féminin
- Zelda Samson pour son rôle dans Dalva
  - Bérangère McNeese  pour son rôle dans Ailleurs si j'y suis
  - Laetitia Mampaka  pour son rôle dans L'employée du mois
  - Mara Taquin  pour son rôle dans La Bête dans la jungle

### Meilleur espoir masculin
- Lazare Gousseau pour son rôle dans Le syndrome des amours passées
  - Amine Hamidou pour son rôle dans Le Paradis
  - N'Landu Lubansu pour son rôle dans Le Paradis
  - Yoann Zimmer pour son rôle dans Retour à Séoul

### Meilleure image
- Joachim Philippe pour Augure
  - Caroline Guimbal pour Dalva
  - Florian Berutti pour L'Autre Laurens

### Meilleur son
- Fabrice Osinski, Valérie Le Docte, Aline Gavroy et Olivier Thys pour Dalva
  - Jan Deca, Erik Griekspoor, Danny van Spreuwel et Vincent Nouaille pour Augure
  - Dirk Bombey, Emilie Mauguet, Xavier Thieulin et Bertrand Boudaud pour Vincent doit mourir

### Meilleurs décors
- Eve Martin pour Augure
  - Julien Dubourg pour Le syndrome des amours passées
  - Catherine Cosme pour Dalva

### Meilleurs costumes
- Elke Hoste et Baloji pour Augure
  - Jessica Harkay pour The Belgian Wave
  - Frédérick Denis pour Le syndrome des amours passées
  - Claire Dubien pour L'Étoile filante

### Meilleure musique originale
- Baloji pour Augure
  - Stéphanie Blanchoud, Benjamin Biolay et Jean-François Assy pour La Ligne
  - Thomas Turine pour L'Autre Laurens

### Meilleur montage
- Sophie Vercruysse et Raphaël Balboni pour Le syndrome des amours passées
  - Bertrand Conard pour Tengo sueños eléctricos
  - Bruno Tracq et Bertrand Conard pour Augure

### Meilleur court-métrage de fiction
- Les silencieux de Basile Vuillemin
  - Beyond the Sea de Hippolyte Leibovici
  - Un bon garçon de Paul Vincent de Lestrade
  - Se dit d'un cerf qui quitte son bois de Salomé Crickx

### Meilleur court-métrage d'animation
- Pina de Giuseppe Accardo et Jérémy Depuydt
  - Les marrons glacés de Delphine Hermans et Michel Vandam
  - Va-t'en, Alfred ! de Célia Tisserant et Arnaud Demuynck
  - Voyage en amnésie de Anouk Kilian-Debord

### Meilleur court-métrage documentaire
- En attendant les robots de Natan Castay
  - Journal d'une solitude sexuelle de Nina Alexandraki
  - Les heures creuses de Judith Longuet-Marx
  - On Mothers and Daughters in Times of Injustice de Talia Jawitz

### Meilleur long métrage documentaire
- Adieu sauvage de Sergio Guataquira Sarmiento
  - Le balai libéré de Coline Grando
  - Se crasher pour exister de Julien Henry
  - Une jeunesse italienne de Mathieu Volpe

### Magritte d'honneur
- Aurore Clément

## Statistiques

### Nominations multiples
13 : Augure
9 : Dalva, Le Syndrome des amours passées
6 : Le Paradis
3 : L'employée du mois
2 : Ailleurs si j'y suis, L'Autre Laurens, Le Bleu du caftan, Retour à Séoul, Temps mort, Vincent doit mourir

### Récompenses multiples
7 : Dalva
5 : Augure
2 : Le syndrome des amours passées